# Стан (Болгарія)
Стан (болг. Стан) — село в Шуменській області Болгарії. Входить до складу общини Новий Пазар.

## Населення
За даними перепису населення 2011 року у селі проживали 398 осіб.
Національний склад населення села:
| Національність   | Кількість осіб | Відсоток |
| ---------------- | -------------- | -------- |
| болгари          | 320            | 83,8%    |
| цигани           | 48             | 12,6%    |
| турки            | 13             | 3,4%     |
| Всього відповіли | 382            |          |

Розподіл населення за віком у 2011 році:
Динаміка населення: